# Dani Faiv
Dani Faiv (* 5. November 1993 in La Spezia als Daniele Ceccaroni) ist ein italienischer Rapper.

## Werdegang
Faiv begann seine Karriere 2016 mit der Veröffentlichung des selbst produzierten Teoria del Contrario Mixtape, dem noch im selben Jahr die EP 9 Days to Kill folgte. Mit Auftritten in der Internetsendung Real Talk machte er danach weiter auf sich aufmerksam und 2017 erschien mit The Waiter sein erstes Album bei Machete Empire Records, im Vertrieb von Sony. Das zweite Album, Fruit Joint, wurde 2018 veröffentlicht, Anfang 2019 erschien die Neuedition Fruit Joint + Gusto, die erstmals die Top 10 der Albumcharts erreichte. Im selben Jahr arbeitete Dani Faiv mit der Machete Crew auf dem Nummer-eins-Album Machete Mixtape 4 zusammen und war auch im Nummer-eins-Hit Yoshi zu hören.

## Diskografie

### Alben
| Jahr | Titel Musiklabel                                           | Höchstplatzierung, Gesamtwochen, AuszeichnungChartsChartplatzierungen (Jahr, Titel, Musiklabel, Platzierungen, Wochen, Auszeichnungen, Anmerkungen) | Anmerkungen                             |
| Jahr | Titel Musiklabel                                           | IT | Anmerkungen                             |
| ---- | ---------------------------------------------------------- | --- | --------------------------------------- |
| 2017 | The Waiter Epic Records (SME)                              | IT34 (1 Wo.)IT | Erstveröffentlichung: 19. Mai 2017      |
| 2018 | Fruit Joint Sony Music (SME)                               | IT37 (1 Wo.)IT | Erstveröffentlichung: 20. Juli 2018     |
| 2019 | Fruit Joint + Gusto Sony Music (SME)                       | IT7 (5 Wo.)IT | Erstveröffentlichung: 18. Januar 2019   |
| 2020 | Scusate Arista Records (SME)                               | IT2 (12 Wo.)IT | Erstveröffentlichung: 3. April 2020     |
| 2022 | Faiv Columbia Records (SME)                                | IT20 (2 Wo.)IT | Erstveröffentlichung: 3. Juni 2022      |
| 2023 | Teoria Del Contrario Mixtape Vol. 2 Columbia Records (SME) | IT15 (4 Wo.)IT | Erstveröffentlichung: 17. März 2023     |
| 2023 | Ultimo piano Columbia Records (SME)                        | IT100 (1 Wo.)IT | Erstveröffentlichung: 15. Dezember 2023 |
| 2024 | Ultimo piano B Columbia Records (SME)                      | IT42 (1 Wo.)IT | Erstveröffentlichung: 12. Juli 2024     |
| 2025 | Teoria Del Contrario Mixtape Vol. 3 Columbia Records (SME) | IT39 (… Wo.)IT | Erstveröffentlichung: 31. Januar 2025   |

### Singles
| Jahr | Titel Album                                  | Höchstplatzierung, Gesamtwochen, AuszeichnungChartsChartplatzierungen (Jahr, Titel, Album, Platzierungen, Wochen, Auszeichnungen, Anmerkungen) | Anmerkungen |
| Jahr | Titel Album                                  | IT | Anmerkungen |
| --- | -------------------------------------------- | --- | --- |
| 2017 | Gameboy Color Fruit Joint                    | IT— GoldIT | Erstveröffentlichung: 9. Oktober 2017 Verkäufe: + 25.000 |
| 2019 | Yoshi Machete Mixtape 4                      | IT1 ×4Vierfachplatin · (49 Wo.)IT | Erstveröffentlichung: 13. September 2019 mit Machete und Tha Supreme feat. Fabri Fibra Remix mit Machete und J Balvin feat. Tha Supreme, Fabri Fibra und Capo Plaza Verkäufe: + 280.000 |
| 2019 | Puertosol Golden Coast La bella musica       | IT70 (4 Wo.)IT | Erstveröffentlichung: 6. August 2019 mit Vegas Jones |
| 2020 | In peggio Scusate                            | IT32 (3 Wo.)IT | Erstveröffentlichung: 27. März 2020 |
| 2020 | Cioilflow Scusate                            | IT9 (4 Wo.)IT | Erstveröffentlichung: 17. April 2020 feat. Salmo |
| 2020 | Spaccato –                                   | IT38 (1 Wo.)IT | Erstveröffentlichung: 14. Mai 2020 mit Don Joe & Madame |
| Folgende Lieder erschienen nicht als Single, wurden aber durch das Album zum Download und Streaming bereitgestellt und konnten somit eine Platzierung erlangen: |                                              | | |
| |                                              | | |
| 2019 | Walter Walzer Machete Mixtape 4              | IT21 Gold · (8 Wo.)IT | mit Machete und Shiva Verkäufe: + 25.000 |
| 2019 | FQCMP Machete Mixtape 4                      | IT23 (4 Wo.)IT | mit Machete und Nitro feat. Salmo |
| 2019 | Machete Bo$$ Machete Mixtape 4               | IT36 (2 Wo.)IT | mit Machete und Jack the Smoker feat. Nitro |
| 2019 | Orange Gulf Machete Mixtape 4                | IT37 (2 Wo.)IT | mit Machete und Salmo feat. Jack the Smoker |
| 2019 | Charles Manson (Buon Natale 2) Playlist Live | IT3 Platin · (9 Wo.)IT | mit Salmo & Nitro feat. Lazza Verkäufe: + 70.000 |
| 2020 | Machete mob Scusate                          | IT13 (2 Wo.)IT | feat. Lazza, Nitro, Hell Raton & Jack the Smoker |
| 2020 | Polvere e detriti Scusate                    | IT26 (1 Wo.)IT | feat. Jake La Furia |
| 2020 | Facce finte Scusate                          | IT38 (1 Wo.)IT | feat. Gianni Bismark |
| 2020 | Super Scusate                                | IT45 (1 Wo.)IT | |
| 2020 | Oggi no Scusate                              | IT55 (1 Wo.)IT | |
| 2020 | Weekend a Miami Scusate se esistiamo         | IT68 (1 Wo.)IT | feat. Shiva |
| 2020 | Kyte sul tempo Scusate se esistiamo          | IT80 (1 Wo.)IT | feat. Vegas Jones |
| 2020 | Freddy Friendly Scusate se esistiamo         | IT80 (1 Wo.)IT | feat. Gemitaiz |

### Gastbeiträge
| Jahr | Titel Album             | Höchstplatzierung, Gesamtwochen, AuszeichnungChartsChartplatzierungen (Jahr, Titel, Album, Platzierungen, Wochen, Auszeichnungen, Anmerkungen) | Anmerkungen                                                                       |
| Jahr | Titel Album             | IT | Anmerkungen                                                                       |
| --- | ----------------------- | --- | --------------------------------------------------------------------------------- |
| Folgende Lieder erschienen nicht als Single, wurden aber durch das Album zum Download und Streaming bereitgestellt und konnten somit eine Platzierung erlangen: |                         | |                                                                                   |
| |                         | |                                                                                   |
| 2018 | N.V.M.L. No Comment     | IT58 (1 Wo.)IT | Nitro feat. Dani Faiv                                                             |
| 2019 | No14 23 6451            | IT9 Gold · (9 Wo.)IT | Tha Supreme feat. Dani Faiv Verkäufe: + 35.000                                    |
| 2020 | Come non detto Garbage  | IT47 (1 Wo.)IT | Nitro feat. Dani Faiv                                                             |
| 2020 | X 1 Mex BV3             | IT4 Platin · (8 Wo.)IT | Bloody Vinyl, Slait, Tha Supreme & Young Miles feat. Dani Faiv Verkäufe: + 70.000 |
| 2020 | Bloody Bar - Locked BV3 | IT33 (2 Wo.)IT | Bloody Vinyl, Slait & Young Miles feat. Jack The Smoker, Sir Prodige & Dani Faiv  |

## Belege
1. ↑  Dani Faiv | Biografia | Brani | Discografia | Concerti | Album | Discography | Testi. Abgerufen am 23. Februar 2022.
2. 1 2  Alben von Dani Faiv. In: Italiancharts.com. Hung Medien, abgerufen am 21. November 2019.
3. ↑  Archivio Classifiche. FIMI, abgerufen am 17. August 2021 (italienisch).
4. 1 2 3 4 5 6  Certificazioni. FIMI, abgerufen am 11. Oktober 2021 (italienisch).

| Personendaten    | Personendaten                    |
| ---------------- | -------------------------------- |
| NAME             | Faiv, Dani                       |
| ALTERNATIVNAMEN  | Ceccaroni, Daniele (Geburtsname) |
| KURZBESCHREIBUNG | italienischer Rapper             |
| GEBURTSDATUM     | 5. November 1993                 |
| GEBURTSORT       | La Spezia                        |